# Anilinspindling
Anilinspindling (Cortinarius porphyropus) är en svampart som först beskrevs av Alb. & Schwein., och fick sitt nu gällande namn av Elias Fries 1838. Anilinspindling ingår i släktet Cortinarius och familjen spindlingar.  Arten är reproducerande i Sverige. Inga underarter finns listade i Catalogue of Life.